# Pel país de l'Ussuri
Pel país de l'Ussuri (originalment i en rus, По Уссурийскому краю; Po Ussúriskomu kraiu) és la primera obra de Vladímir Arséniev, així com un dels seus relats més coneguts, juntament amb Dersú Uzalà. Va ser escrit entre 1906 i 1917, a partir de les notes que Arséniev havia pres durant les seves expedicions a la conca de l'Ussuri i la regió muntanyosa de Sikhoté-Alin. El llibre es va publicar el 1921.

## Argument
Malgrat que el llibre està basat en els apunts de les seves expedicions de 1902 i 1906 a l'est de Sibèria, hi ha certes parts de caràcter fictici. El relat comença amb l'expedició de 1902, en la qual Arséniev conegué el caçador udegué Dersú Uzalà. Posteriorment narra l'expedició pel curs inferior del riu Lefú, l'estada al poble de Kazakevítxevo i l'arribada al llac Khanka. La segona part del relat se situa en l'expedició de 1906 a l'Ussuri, la vall del Fudzin, el golf d'Olga i la regió muntanyosa de Sikhoté-Alín. Cal destacar la gran quantitat de descripcions que Arséniev fa de la geologia, la fauna i la flora de la taiga i els boscos siberians, entre les quals es troben:

### Flora
- Betula dahusica
- Quercus mongolica
- Alnus japonica
- Larix olgensis
- Aposemus agrarius mandshuricus
- Rosa rugosa
- Laminaria saccharina
- Spiraea betulifolia
- Roure
- Bedoll
- Tell
- Surer de l'Amur
- Alber
- Freixe
- Salze
- Lespedeza
- Viburn
- Espirea
- Vinya
- Pesolí
- Arbre del dimoni
- Cedre
- Avet
- Avellaner
- Larix sibirica
- Erable pintat
- Acer mono
- Craetagus pinnatfida
- Prunus maximowiczii
- Ginseng
- Ginseng siberià
- Schisandra chinensis
- Osmunda cinnamomea
- Petasites palmatus
- Roure nuat
- Sorbus aluparia
- Betula ermanii
- Rhododendron dahuricum
- Dictamnus albus
- Tell balmat
- Bedoll negre
- Vimetera
- Om
- Vern
- Artemísia
- Canyís
- Jonc
- Malus baccata
- Populus suaveulens
- Populus tremula
- Bambú
- Salix acutifolia
- Prunus glandulifolia
- Daphne kamtschatica
- Syringa amurensis
- Dioscorea quinqueloba
- Acer preudosieboldianum
- Clematis mandshurica
- Teix
- Bedoll negre
- Picea
- Larix sibirica
- Abies nephrolepsis
- Molsa
- Betula japonica
- Euonymus pauciflorus
- Prunus mandshurica
- Salix vagans
- Salix atrocinerea
- Ribes maximowiczii

### Fauna
- Salvelinus alpinus malma
- Cérvol sika
- Aligot
- Merla
- Papamosques
- Boscarla de cua llarga
- Cuereta de llom negre
- Typula sp.
- Myotis ikonnikovi
- Lusiol mongolica
- Cotoliu
- Picot garser gros
- Picot garser petit
- Mosquiter
- Repicatolons
- Pardal
- Guatlla
- Faisà de l'Ussuri
- Gibelí
- Panthera tigris altaica
- Pantera tigris amurensis
- Os
- Cérvol
- Cabirol
- Picot verd
- Cotoliu de manxúria
- Garsa
- Bequeruda
- Becadell siberià
- Piula japonesa
- Esparver del Japó
- Astor
- Senglar
- Cérvol siberià
- Cérvol mesquer
- Linx
- Golut
- Teixó
- Ós rentador

## Traduccions i adaptacions catalanes
- Dersú Uzalà. Pel país de l'Ussuri. Traducció de Miquel Cabal Guarro. Sant Cugat del Vallès: Símbol, 2007. ISBN 978-84-95987-37-2.
- Dersú Uzalà. Pel país de l'Ussuri. Traducció de Miquel Cabal Guarro. Sant Cugat del Vallès: Símbol, 2019. 2a edició, revisada. ISBN 978-84-15315-72-8.
- Dersú Uzalà. Traducció i adaptació de Miquel Cabal Guarro; il·lustracions de Toni Térmens. Sant Cugat del Vallès: Símbol, 2023. ISBN 978-84-18696-30-5.